# Davide Piganzoli
Davide Piganzoli, né le 8 juillet 2002 à Morbegno, est un coureur cycliste italien.

## Biographie
Davide Piganzoli est originaire de Morbegno, dans le nord de la Lombardie. Il se lance dans le cyclisme à l'âge de huit ans au sein de la Pedale Morbegnese, puis rejoint la Ciclistica Trevigliese de Bergame à ses 14 ans, afin de disposer d'un calendrier de courses plus étoffé,. Il est notamment troisième du championnat d'Italie du contre-la-montre en 2020 chez les juniors (moins de 19 ans).
En 2021, il décide de rejoindre la réserve de l'équipe Eolo-Kometa, liée à Alberto Contador et Ivan Basso. Il obtient son premier résultat au mois de mai avec une quatrième place sur la Santikutz Klasika, manche de la Coupe d'Espagne amateurs. Peu de temps après, il se révèle aux yeux des suiveurs italiens en terminant dixième et meilleur jeune du Tour d'Italie espoirs,. Il se classe également troisième du championnat d'Italie du contre-la-montre espoirs. En fin de saison, il devient stagiaire dans l'équipe première d'Eolo-Kometa, au niveau professionnel.

## Palmarès
- 2018
  - 2e du Trophée Raffaele Marcoli
- 2020
  - Trofeo Città di Montevarchi
  - 3e du championnat d'Italie du contre-la-montre juniors
- 2021
  - 3e du championnat d'Italie du contre-la-montre espoirs
- 2022
  -  Champion d'Italie du contre-la-montre espoirs
  - Classement général du Tour de la Bidassoa
  - 2e du Mémorial Manuel Sanroma
  - 2e du Memorial Valenciaga
  - 2e de la Santikutz Klasika
  - 2e de La Maurienne Classic
- 2023
  - 2e de l'Orlen Nations Grand Prix
  - 3e du Tour de l'Avenir
- 2024
  - Tour d'Antalya : 
    - Classement général
    - 3e étape

  - 3e du Tour d'Émilie
- 2025
  - 2e du Gran Camiño
  - 2e de la Route d'Occitanie

## Résultats sur les grands tours

### Tour d'Italie
2 participations
- 2024 : 13e
- 2025 : 14e

## Classements mondiaux
| Année                                 | 2021  | 2022 | 2023 | 2024 |
| ------------------------------------- | ----- | ---- | ---- | ---- |
| Classement mondial                    | 1740e | 461e | 335e | 161e |
| UCI Europe Tour                       | 1198e | 367e | nc   | 131e |
|                                       |       |      |      |      |
| Légende : nc = non classéSource : UCI |       |      |      |      |